# Igreja Matriz de Santana de Parnaíba
A Igreja Matriz de Santana de Parnaíba, também conhecida como Igreja Matriz de Santa Ana e Paróquia Santa Ana (Sant'Ana), é um edifício religioso do município de Santana de Parnaíba, em São Paulo. É considerada a mais importante construção histórica da cidade, construída em 1882. O seu estilo arquitetônico é eclético e foi tombada pelo CONDEPHAAT.

## História
A igreja foi originalmente erguida por volta de 1560 como uma capela, de estrutura de pau-a-pique e folhagens. Foi a primeira construção religiosa da cidade e foi dedicada a Santo Antônio. Em 1580, outra capela foi construída, dessa vez, para Sant'Ana.
Já no século XVII, em 1610, ergueu-se uma terceira capela. Porém, só em 1625 que a igreja virou matriz, que ficou conhecida como Paróquia de Sant'Ana. O edifício atual é datado de 1882.
A última vez que a igreja passou por um processo de restauração foi entre os anos de 1994 e 1997.

## Arquitetura

Altar.

Atualmente, o edifício da Igreja Matriz de Santana de Parnaíba é de estilo eclético. Conta com altares e pisos de canela preta.